# 우스이 타카야스
우스이 타카야스(うすいたかやす)는 일본의 성우이다.

## TV 애니메이션
1994년
- 마크로스 7 (코스기,뿌리시코빗찌)

1995년
- 천지 무용 (해적B)

1996년
- 체포 하겠어 (츠야마,이마무라,우에무라,등...)

1997년
- 코지코지 (다수)

1998년
- 성 루미너스 여학원 (다수)
- DT 에이트론 (로로)
- 마술사 오펜 (남자A)

1999년
- 우주해적 미토의대모험 (난다부,다수)
- 건담 (다수)
- 도라에몽 (해적,심판,가방)
- 비시 자식 전달 (군인)
- 마술사 오펜Revenge (아버지)

2001년
- 캡틴 츠바사 (제3작) (이사와 마모루(청년),등)
- 스타오션 EX (보호 안경)
- 히카루의바둑 (손님)
- HELLSING (데이빗 로우스)

2002년
- 이누야사 (마을)
- 왕도둑JING
- 잡동사니 거리의스테인 (스테인)
- 건 프론티어 (데라메다무,다수)
- 키드 그레이드 (다수)
- 기동전사 건담SEED (병사A)
- GetBrackers -탈환 가게- (강도)
- 기전 마즈 (다수)
- 초중신 그라 비온 (다수)
- 탑블레이드 2002 (다수)
- 풀 메탈 패닉! (윌리엄 고다토)
- 뿔꽃의 신기루 (다수)
- 라제폰 (부하)
- 육상 방위대 또는 정보... (고래 외계인)

2003년
- Submarine Super 99 (다수)
- 짐승 무관... (벌목장)
- 살면도 코스모스.... (상어)
- FireStorm (발렌틴)
- 망설임 벗겨.... (병사B)

2004년
- Rod - the TV - (사회,캐스터)
- Girls 브라보 first season (연예인)
- 크르노 크루세이드 (다수)
- 이 추하고도 아름다운 세계 (수박밭의 아버지)
- 모래 도둑 않고 (소용돌이의 화성의 용병)
- 초중신 그라 비온 Zwei (efa 연구원)
- 철인 28호 (제4작목) (다수)
- 폭렬 천사 (Rapt 지휘관)
- MONSTER (기자B,대표C)
- 교섭인 (다수)

2005년
- 카미츄! (두목 바람,고양이 심판,등)
- 전설 아가키... (다수)
- 트랜스포머 사이버트론 (소닉봄버 (윙세이버))
- 머나먼 시공 속에서... (다수)

2006년
- 이누 카미! (운전자)
- 동화 총사 빨간 (허수아비)

2007년
- 학원와 피어 학습 스트레이트! (다수)
- 케로로 중사 (다수)
- 강철신 지그 (다수)
- Devil May Cry (관리 국원B)
- 메이플 스토리 (토마스)
- 레 미제라블 소녀 코제트 (청과 가게 주인)
- 로켓 걸 (루이스 그 리거)

2008년
- CLANNAD ~ AFTER STORY ~ (불량)
- 포르피의 긴 여행 (아저씨,농부)
- 모노크름의 팩터 (독일)
- 월드 디스트럭션 ~ 세계박멸의 6인 ~ (수인 보안관)

2010년
- 섬광의 나이트 레이드 (코지마 마사노리)